# Rhaphiptera roppai
Rhaphiptera roppai là một loài bọ cánh cứng trong họ Cerambycidae.